# Velika nagrada Švice 1949
Velika nagrada Švice 1949 je bila tretja neprvenstvena dirka Grandes Épreuves v sezoni Velikih nagrad 1949. Odvijala se je 3. julija 1949 na dirkališču Bremgarten pri Bernu.

## Rezultati
| Poz | Dirkač                  | Dirkalnik        | Krogi | Čas/Odstop | Št. m. |
| --- | ----------------------- | ---------------- | ----- | ---------- | ------ |
| 1   | Alberto Ascari          | Ferrari 125      | 40    | 1:59:24.6  | 3      |
| 2   | Luigi Villoresi         | Ferrari 125      | 40    | 2:00:21.2  |        |
| 3   | Raymond Sommer          | Talbot-Lago T26C | 40    | 2:00:31.3  |        |
| 5   | Philippe Étancelin      | Talbot-Lago T26C | 40    | 2:01:07.9  |        |
| 5   | Princ Bira              | Maserati 4CLT    | 40    | 2:01:31.3  | 2      |
| 6   | Louis Rosier            | Talbot-Lago T26C | 40    | 2:01:52.9  |        |
| 7   | Emmanuel de Graffenried | Maserati 4CLT    | 39    | +1 krog    |        |
| 8   | Reg Parnell             | Maserati 4CLT    | 39    | +1 krog    |        |
| 9   | Peter Whitehead         | Ferrari 125      | 39    | +1 krog    |        |
| 10  | Pierre Levegh           | Talbot-Lago T26C | 38    | +2 kroga   |        |
| 11  | Fred Ashmore            | Maserati 4CLT    | 38    | +2 kroga   |        |
| 12  | Georges Grignard        | Talbot-Lago T26C | 38    | +2 kroga   |        |
| 13  | Johnny Claes            | Talbot-Lago T26C | 38    | +2 kroga   |        |
| 14  | Anton Branca            | Maserati 4CL     | 37    | +3 krogi   |        |
| 15  | Rudolf Fischer          | Simca-Gordini 11 | 36    | +4 krogi   |        |
| 16  | Harry Schell            | Talbot-Lago T26C | 34    | +6 krogov  |        |
| 17  | Alfred Dattner          | Simca-Gordini 11 | 31    | +9 krogov  |        |
| Ods | Giuseppe Farina         | Maserati 4CLT    | 14    |            | 1      |
| Ods | Frank Séchehaye         | Maserati 4CL     | 11    |            |        |
| Ods | Clemente Biondetti      | Platé Special    | 3     |            |        |